# 岐阜県道291号御手洗立花線
岐阜県道291号御手洗立花線（ぎふけんどう291ごう みたらいたちばなせん）は、岐阜県美濃市内を通る一般県道である。

## 概要

### 路線データ
- 起点：岐阜県美濃市御手洗（岐阜県道290号上野関線交点）
- 終点：岐阜県美濃市立花（佐ケ坂公民館西方）

## 沿革
- 1977年（昭和52年）2月27日 ： 認定[1]

## 地理

### 通過する自治体
- 岐阜県
  - 美濃市

### 接続する道路
- 岐阜県道290号上野関線（美濃市御手洗地内）
- 岐阜県道81号美濃洞戸線（美濃市蕨生地内（城山橋） - 長瀬交差点で重複）
- 国道156号（美濃市立花地内）（新立花橋の下を通過しているため、直接接続していない）

### 周辺
- 美濃和紙の里会館
- 美濃市立美濃北中学校
- 美濃市立牧谷小学校
- 下牧郵便局
- 美濃市役所 下牧出張所
- 日本プラスチック工業 美濃工場
- 美濃長瀬郵便局
- 新長瀬橋（板取川）
- 社会福祉法人岐阜県福祉事業団 岐阜県立陽光園（障害者支援施設）
- 中部電力 長良川水力発電所
- 長良川鉄道越美南線 湯の洞温泉口駅
- 湯の洞温泉
- 立花橋（長良川）
- 天神大橋（長良川）
- 東海北陸自動車道 古城山パーキングエリア